# Siervo de Dios

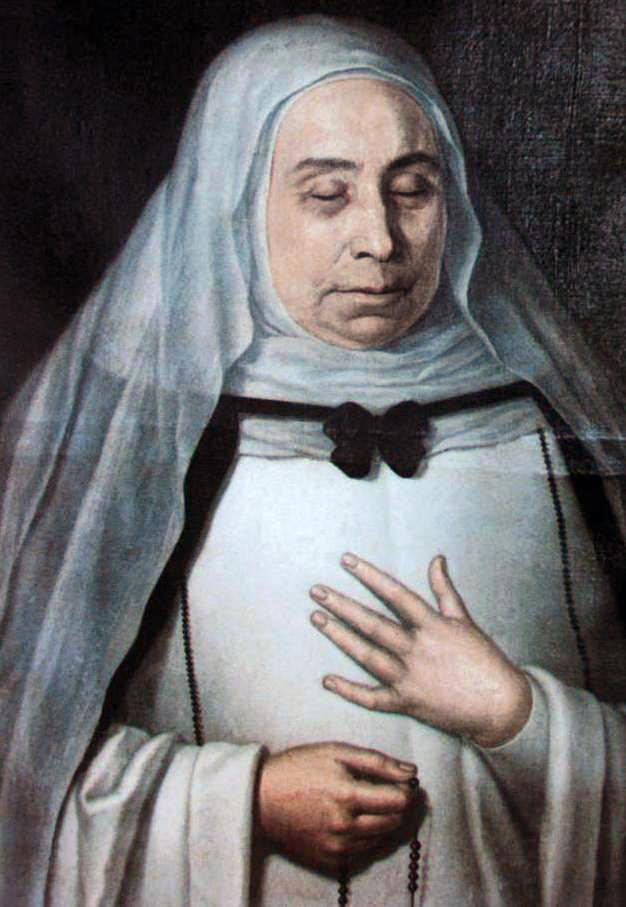
Sor María de Jesús de León y Delgado, monja católica usualmente llamada la «Sierva de Dios» o con el diminutivo «La Siervita» en la Iglesia católica por haber alcanzado el primer grado en el proceso de canonización.

Siervo de Dios (del latín: servare ‘tener, guardar, conservar’) es un término religioso para referirse a las personas que son muy allegadas y obedientes a cierta religión. En la Iglesia católica, es el primer paso de una serie de requisitos para una posible canonización como santo, mientras en la Iglesia ortodoxa, se usa para referirse a cualquier cristiano ortodoxo. 
La traducción del término a otros idiomas sería Abdullah (del árabe: عبد الله [Abd Allah] ‘"siervo de Dios"’), Obadiah (del hebreo: עובדיה), Gottschalk (del alemán: ) y Devdas (del sánscrito: siervo de Dios).[cita requerida]

## Cristianismo

### Bíblico
La expresión "siervo de Dios" aparece ocho veces en el Antiguo testamento y siete veces en el Nuevo testamento. Mientras que la expresión "siervo de Yahve" aparece en 31 ocasiones solamente en el Antiguo testamento. Aparece la primera vez en el Libro de Génesis:

Así diréis a José: Te ruego que perdones ahora la maldad de tus hermanos y su pecado, porque mal te trataron; por tanto, ahora te rogamos que perdones la maldad de los siervos del Dios de tu padre. Y José lloró mientras hablaban.
Génesis 50:17

La Biblia Hebrea se refiere a "Moisés el siervo de Elohim" (עֶֽבֶד הָאֱלֹהִ֛ים, ‘eḇeḏ-hā’ĕlōhîm) en: 1 Crónicas 6:49, 2 Crónicas 24:9, Nehemías 10:29 y Daniel 9:11. En el Libro de Jueces 2:8 se refiere a Josué como ‘eḇeḏ Yahweh (עֶ֣בֶד יְהוָ֑ה)

### Protestantismo
Debido a su origen bíblico el título Siervo de Dios en el protestantismo se utiliza para referirse al máximo líder de la congregación. En general se emplea para describir a personas consideradas especialmente pías en su fe.

### Catolicismo
En el catolicismo, siervo de Dios es el primer grado que se le otorga a una persona que es candidata para ser venerable, luego beatificada y posteriormente canonizada.
El obispo diocesano y el postulador de la causa piden iniciar el proceso de canonización. Y presentan a la Santa Sede un informe sobre la vida y las virtudes de la persona.
La Santa Sede, por medio de la Congregación para las Causas de los Santos, examina el informe y dicta el decreto diciendo que nada impide iniciar la causa (decreto nihil obstat). Este decreto es la respuesta oficial de la Santa Sede a las autoridades diocesanas que han pedido iniciar el proceso canónico.
Obtenido el decreto de nihil obstat, el obispo diocesano dicta el decreto de introducción de la causa del ahora siervo de Dios.

## Otras religiones
Es un título que otorgado en diferentes religiones, como en diferentes ramas del cristianismo o en el hinduismo (donde se emplea el término Dasa, que quiere decir "Siervo de Dios").